# Chelicerca guatemalae
Chelicerca guatemalae is een insectensoort uit de familie Anisembiidae, die tot de orde webspinners (Embioptera) behoort. De soort komt voor in Guatemala.
Chelicerca guatemalae is voor het eerst wetenschappelijk beschreven door Ross in 2003.